# Bière de Lorraine
Ne pas confondre avec La Lorraine, une bière brassée en Martinique.

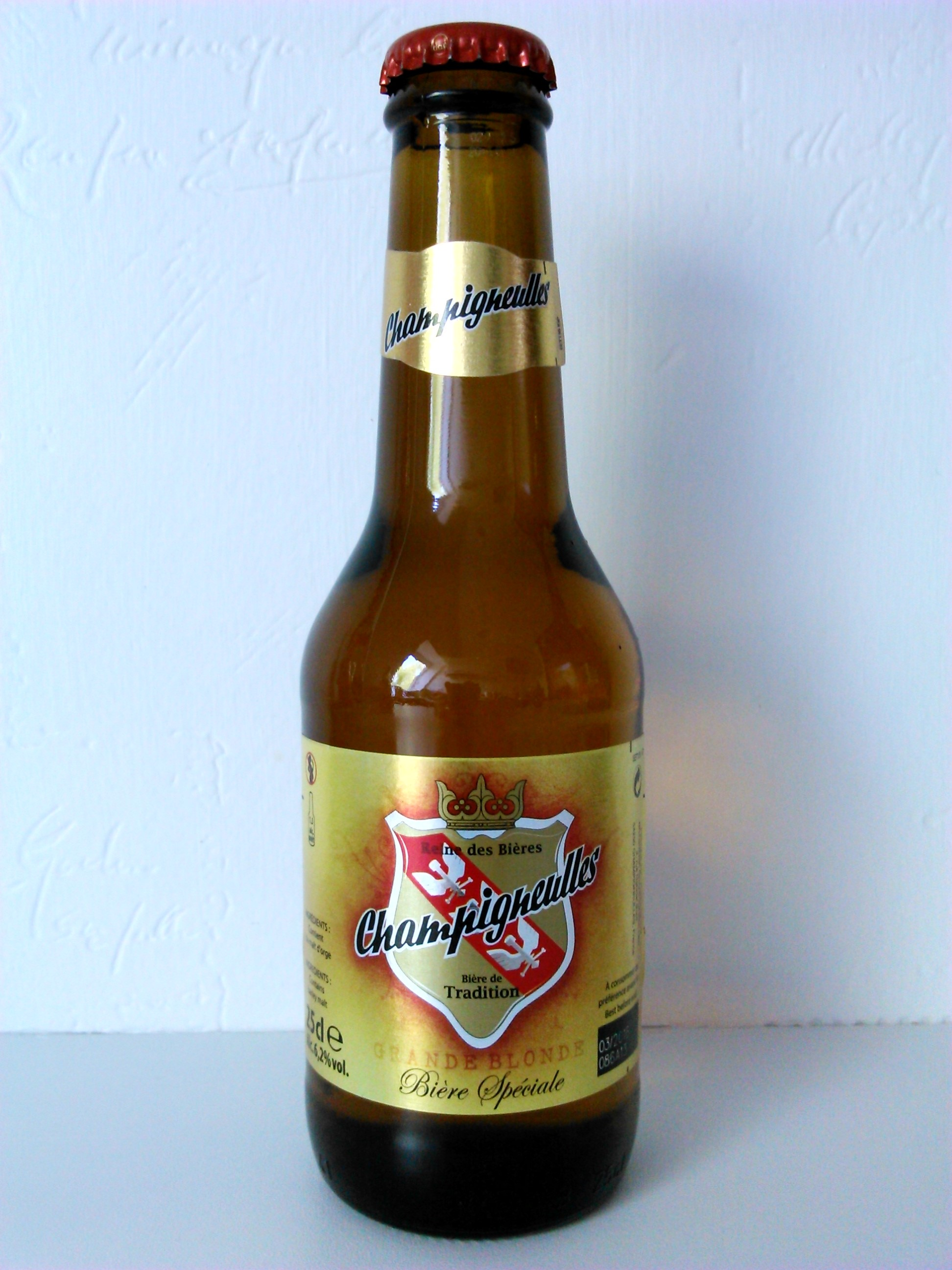
Bouteille de bière Grande blonde de Brasserie Champigneulles ; sur l'étiquette apparaît une version stylisée du blason de la Lorraine.

La bière de Lorraine désigne la bière brassée en Lorraine. Troisième région productrice de bière en France après l'Alsace et le Nord-Pas-de-Calais, la Lorraine est depuis longtemps une terre de tradition brassicole. Ainsi, c'est à Champigneulles, près de Nancy, que Saint-Arnoul devient le patron des brasseurs lorrains, en 641. Durant des travaux menés entre 1855 et 1861 à la brasserie Tourtel de Tantonville (Meurthe-et-Moselle), Louis Pasteur jette les bases de la brasserie moderne en découvrant les principes de la fermentation alcoolique et en précisant le rôle des levures. À cette époque, la Lorraine était alors la première région brassicole de France.
Aujourd'hui, Brasserie Champigneulles est la dernière brasserie industrielle de la région. Cependant, la production de bière artisanale est en pleine expansion avec, en 2012, 26 microbrasseries ou brasseries artisanales.

## Historique

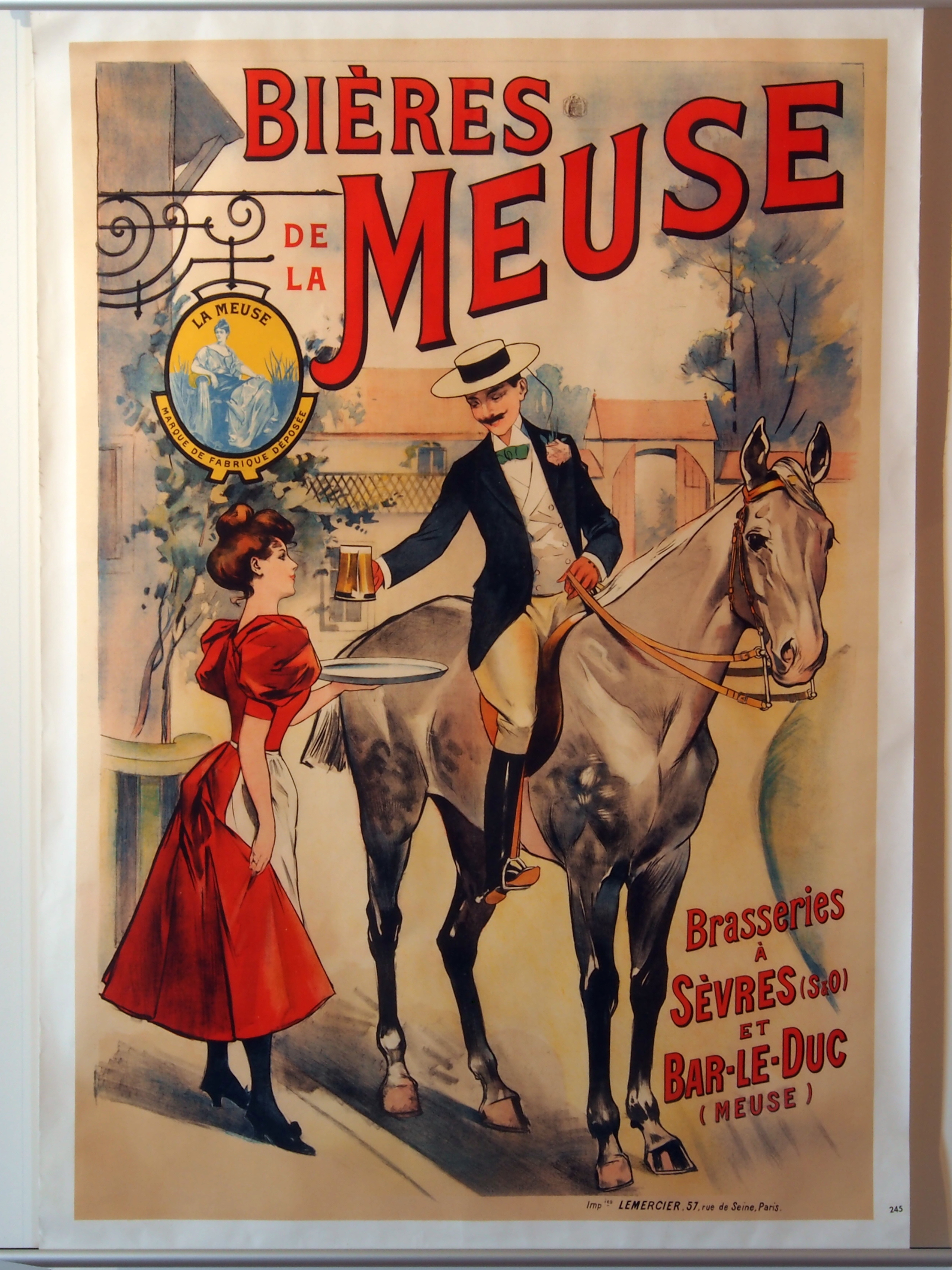
Affiche ancienne Bières de la Meuse.

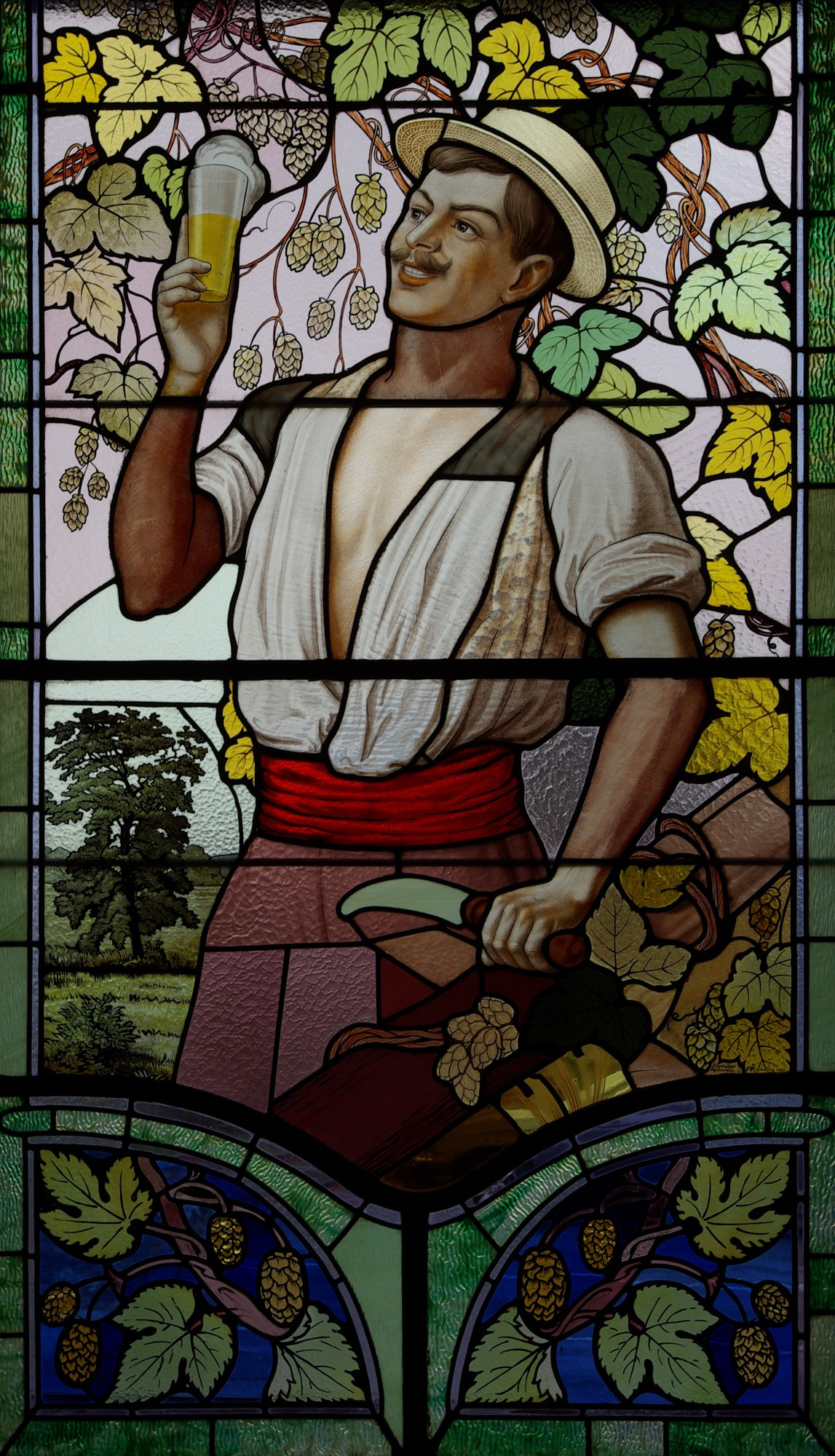
Vitrail Jacques Grüber, pour les grandes brasseries de Saint-Nicolas de Port.

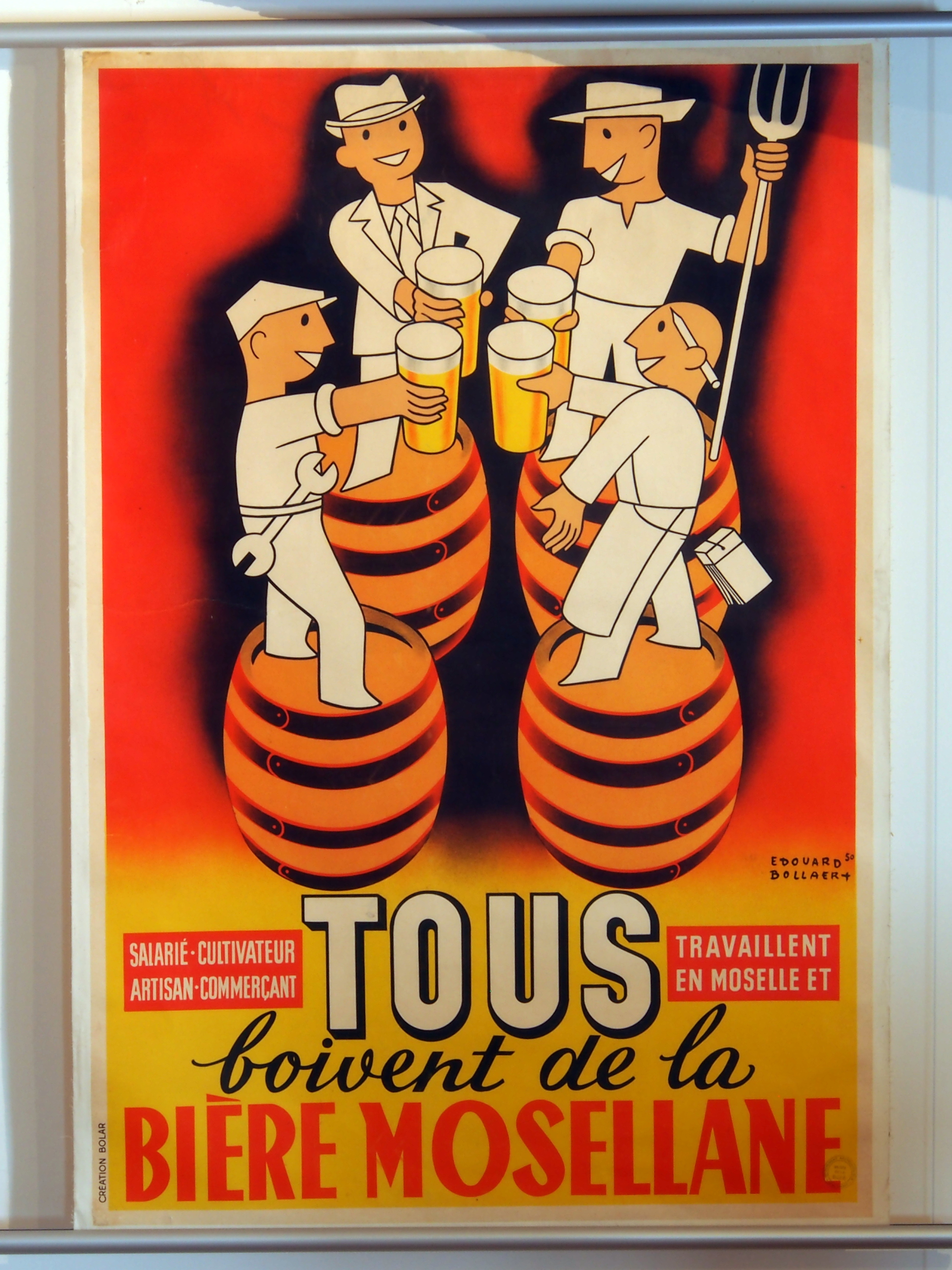
Affiche ancienne de la bière mosellane.

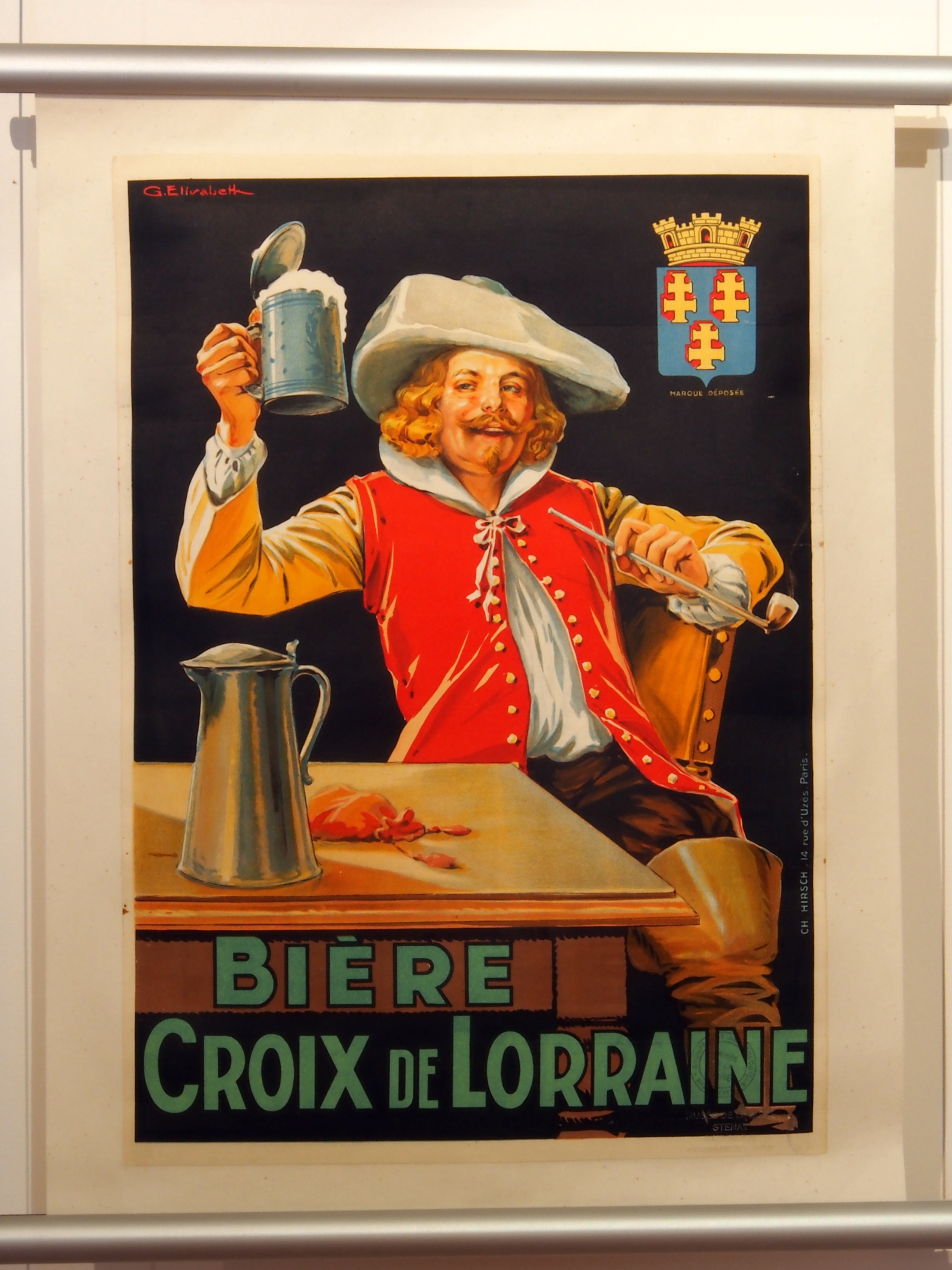
Affiche ancienne Bière Croix de Lorraine.

La légende de saint Arnoul, patron des brasseurs, raconte qu'aux alentours de l'an 640 les pèlerins qui transportaient les reliques du saint vinrent à manquer de bière en arrivant à Champigneulles (ou à Nossoncourt selon d'autres versions de la légende). Ils prièrent le saint et leurs tonneaux, vides, se remplirent miraculeusement de bière.
La Révolution permet à quiconque le désire de produire de la bière. Ainsi Nancy comptait une seule brasserie en 1789 mais une trentaine dès 1810.
Lorsque l'Alsace-Lorraine (actuels départements du Bas-Rhin, du Haut-Rhin et de la Moselle) est annexée par l'Empire allemand en 1871, plusieurs brasseurs alsaciens délocalisent leur production dans les trois départements lorrains restés français (Meurthe-et-Moselle, Vosges et Meuse) pour ne pas avoir à payer de droits de douane.
La première école française de brasserie (devenue en 1972 l'École supérieure de brasserie, de malterie et de biochimie appliquée de la faculté des sciences de Nancy) est ouverte en 1893. Elle délivrait un diplôme d'ingénieur brasseur, reconnu en 1904.
Au début du XXe siècle, la région comptait 356 brasseries. La Lorraine devient alors la troisième région productrice de bière en France après l'Alsace et le Nord-Pas-de-Calais. La consommation de bière en Alsace-Lorraine était de 700 000 hectolitres en 1885 et de 1,8 million d'hectolitres en 1907. À la même époque, Metz compte quatre brasseries industrielles et près de soixante brasseries familiales. En tout, une centaine de brasseries sont installées dans le département de la Moselle.
Mais les deux guerres mondiales au cours du XXe siècle vont entrainer la disparition de nombreuses brasseries. Lors de la seconde moitié du XXe, on assiste à un phénomène de concentration. Plusieurs brasseries fusionnent, les plus petites sont absorbées par les plus grosses et sont bien souvent fermées.
En 1979, la Lorraine comptait encore quatre grandes brasseries : Brasserie Champigneulles, l'Union de brasserie à Thionville, la brasserie de Lorraine à Saint-Nicolas-de-Port et la brasserie Amos à Metz. À cette époque la consommation de bière en Moselle était de 60 litres par an et par habitant (contre 40 litres par an et par habitant au niveau national). 
Aujourd'hui, Brasserie Champigneulles est la dernière grande brasserie industrielle de la région encore en activité. Environ 90% de la production est exportée essentiellement dans l'Union européenne. Depuis la reprise en décembre 2006, comme son modèle économique est basée sur les marques de distributeurs (MDD), sa production dépend ainsi énormément de la politique de groupe de clients étrangers. Si la production de bière à échelle industrielle a décliné au cours de la seconde moitié du XXe siècle, la production artisanale est à nouveau en plein essor et la Lorraine compte plusieurs microbrasseries et brasseries artisanales.

### Les musées
Trois musées contribuent à entretenir la culture et la tradition brassicole lorraine.
- Musée de la Bière : ouvert en 1986 et occupant une ancienne malterie, 17 rue du Moulin à Stenay dans la Meuse.
- Musée français de la brasserie : ouvert en 1988 dans l'ancienne brasserie de Saint-Nicolas-de-Port, 60, 62 rue Charles-Courtois - rue Bilhiesse, en Meurthe-et-Moselle.
- Écomusée vosgien de la brasserie : occupant l'ancienne brasserie de Ville-sur-Illon, 48 rue de Mirecourt, dans les Vosges[8],[9].

## Brasseries et bières

### Brasserie industrielle
- Brasserie Champigneulles : fondée en 1897 à Champigneulles c'est la dernière brasserie industrielle de la région et l'une des plus grandes de France. Elle appartenait à Kronenbourg de 1986 à 2006 avant de rejoindre le groupe allemand TCB. Elle produit plus de 2,5 millions d'hectolitres par an dont la majeure partie est destinée à l'exportation. Elle brasse à façon de nombreuses bières pour la grande distribution ainsi que sa marque historique Champigneulles.

### Les brasseries artisanales et microbrasseries
(liste à compléter par département et par lettre alphabétique de communes)
Département de Meurthe-et-Moselle
- Brasserie de Maître Hanche à Bagneux, chemin des fourrières, qui a démarré la fabrication de bières artisanales en 2013[10].
- Microbrasserie du Chaudron à Chaudeney-sur-Moselle, 51 rue Edmond Gérard[11].
- La Taverne des Brasseurs, place du marché à Nancy[12],[13].
- Les Brasseurs de Lorraine, 3 rue du Bois le Prêtre à Pont-à-Mousson, fondée en 2003 et produisant 10 gammes de bières[14].
- Microbrasserie de Châouette, 22 rte Nationale de Saizerais  produit la Châouette.
- Microbrasserie de Grenaille, 39 rue du Capitaine Malhorty à Rosières aux Salines produit la Grenaille.
- La brasserie Bal, 78 Rue Roger Salengro à Neuves-Maisons.

Département de la Meuse
- Brasserie la Mandale dans le village de Dompcevrin
- Brasserie La Dunoise dans le village de Milly-sur-Bradon , avec un large choix de bières , sous le label Nature et Progrès.
- Brasserie de la Saulx dans le village de Morley
- Brasserie de Charmois dans le village de Mouzay,  Charmois, tient son nom au ruisseau "le Charme"[15].
- Brasserie de Nettancourt à Revigny sur Ornain
- Brasserie Amara à Vigneulles-Lès-Hattonchatel

Département de la Moselle
- Microbrasserie de Haute Rive à Cuvry, installée en 2008 dans une ancienne ferme fortifiée du XIIIe siècle[16].
- Microbrasserie Saint-Charles à Flévy, EARL Hoschar. La ferme a été baptisée du nom de Saint-Charles en hommage à Napoléon III au pouvoir à l'époque, dont l'un des frères s'appelait Charles[17].
- La Grenouille assoiffée à Vahl-lès-Bénestroff, 26 grand rue[18].
- Brasserie Bon Poison à Metz, située non loin de l'ancienne brasserie Amos, 13a rue du XXe corps américain[19].
- Les Brasseries de Mondelange-Richemond[20].
- Brasserie des Éclusiers à Henridorff.

Département des Vosges
- Brasserie La Géromoise, 2 avenue Morand à Gérardmer, installée dans une ancienne ferme de 1752[21].
- Brasserie Artisanale des Vosges / Brasserie La Madelon, 21 rue du Velodrome à Saint-Étienne-lès-Remiremont[22],[23].
- La Val Heureuse, fondée en 2007, 24 avenue de Méreille, au Val d'Ajol[24].

### Anciennes brasseries
Le service régional de l'inventaire de Lorraine a procédé un repérage du patrimoine industriel et notamment de diverses brasseries : Ancienne brasserie de Longwy, mentionnée sur un plan en 1827,,Moulin, Usine à papier, brasserie de Longwy, au lieu-dit Mainbottel, etc.
Les plus célèbres brasseries lorraines étaient :
Département de Meurthe-et-Moselle :
- Brasserie Rauch Frères (Brasserie de Baccarat), rue de Humbépaire, fondée en 1867.
- Brasserie de Dombasle-sur-Meurthe[28].
- Les Grandes Brasseries réunies de Maxéville[29],[30].
- Brasserie Tourtel à Tantonville. En 2014, Kronenbourg relance la marque avec Tourtel Twist, boisson à la bière sans alcool au jus de fruit.
- Brasserie Moreau à Vézelise, fermée en 1972[31],[32],[33].

Département de la Meuse :
- La Croix de Lorraine à Bar-le-Duc[34].
- Brasserie de Ligny-en-Barrois[35].

Département de la Moselle :
- Brasserie Amos à Metz, fondée en 1868 et fermée en 1993. La bière Amos est toujours produite par la brasserie Licorne de Saverne dans le Bas-Rhin.
- Brasserie Lorraine à Metz (Devant-les-Ponts)[36].
- Brasserie de Sarrebourg, fondée en 1820 et fermée en 1970.
- Brasserie Yeutzer-Bräu à Yutz[37].

Département des Vosges :
- Brasserie de Charmes, fondée en 1864 et fermée en 1971, brasseur de la Kanterbräu. Après la fermeture de la brasserie, la production de la Kanterbräu a été transférée à Champigneulles. Depuis 2006, elle est produite par la brasserie Kronenbourg d'Obernai dans le Bas-Rhin.
- La Samaritaine à Vittel[38].
- Brasserie de Xertigny, rachetée par la brasserie de Champigneulles puis intégrée à la Société européenne de brasserie en 1959, elle a fermé définitivement ses portes le 30 septembre 1966.

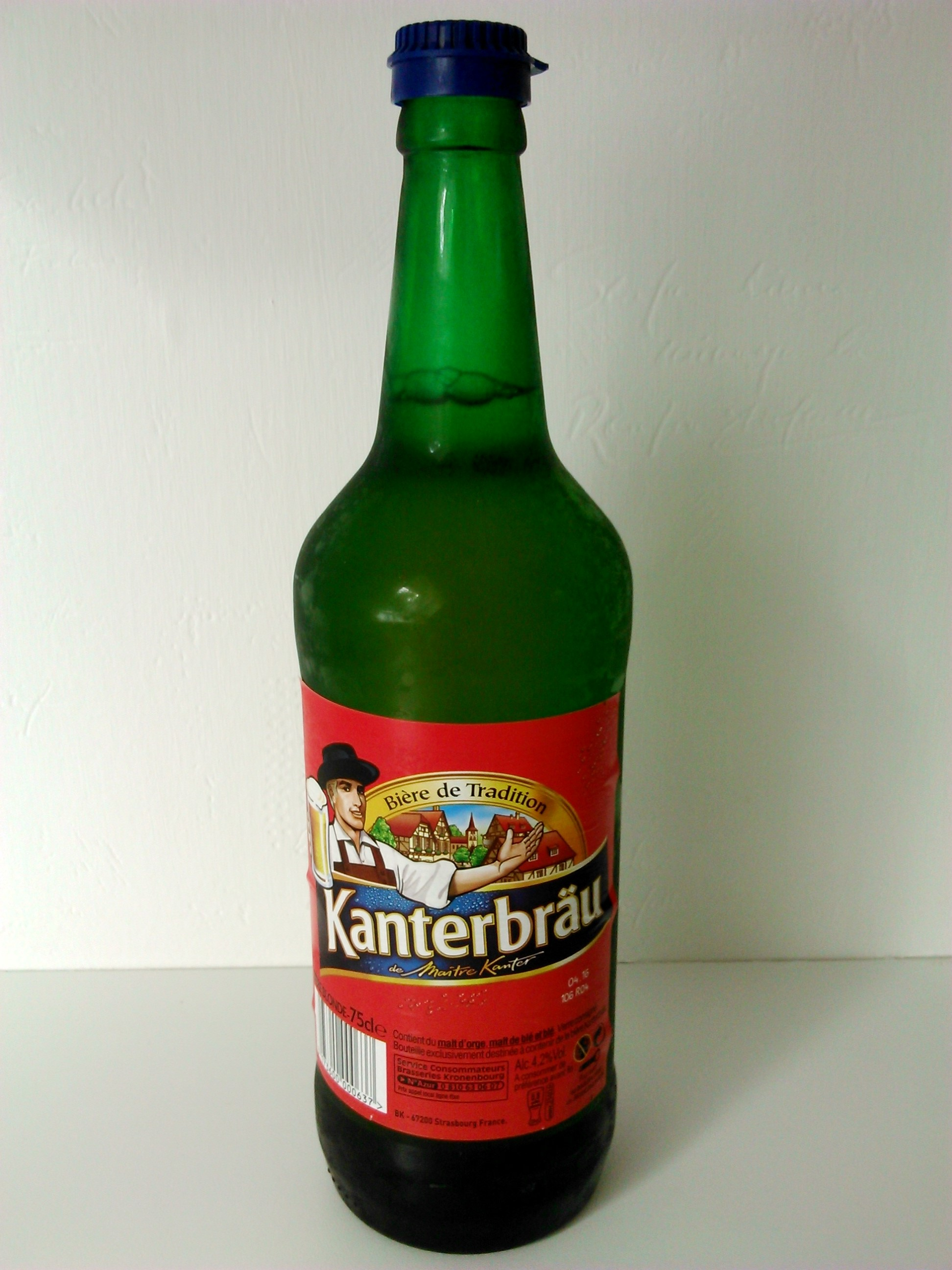
La Kanterbräu était brassée en Lorraine jusqu'en 2006.
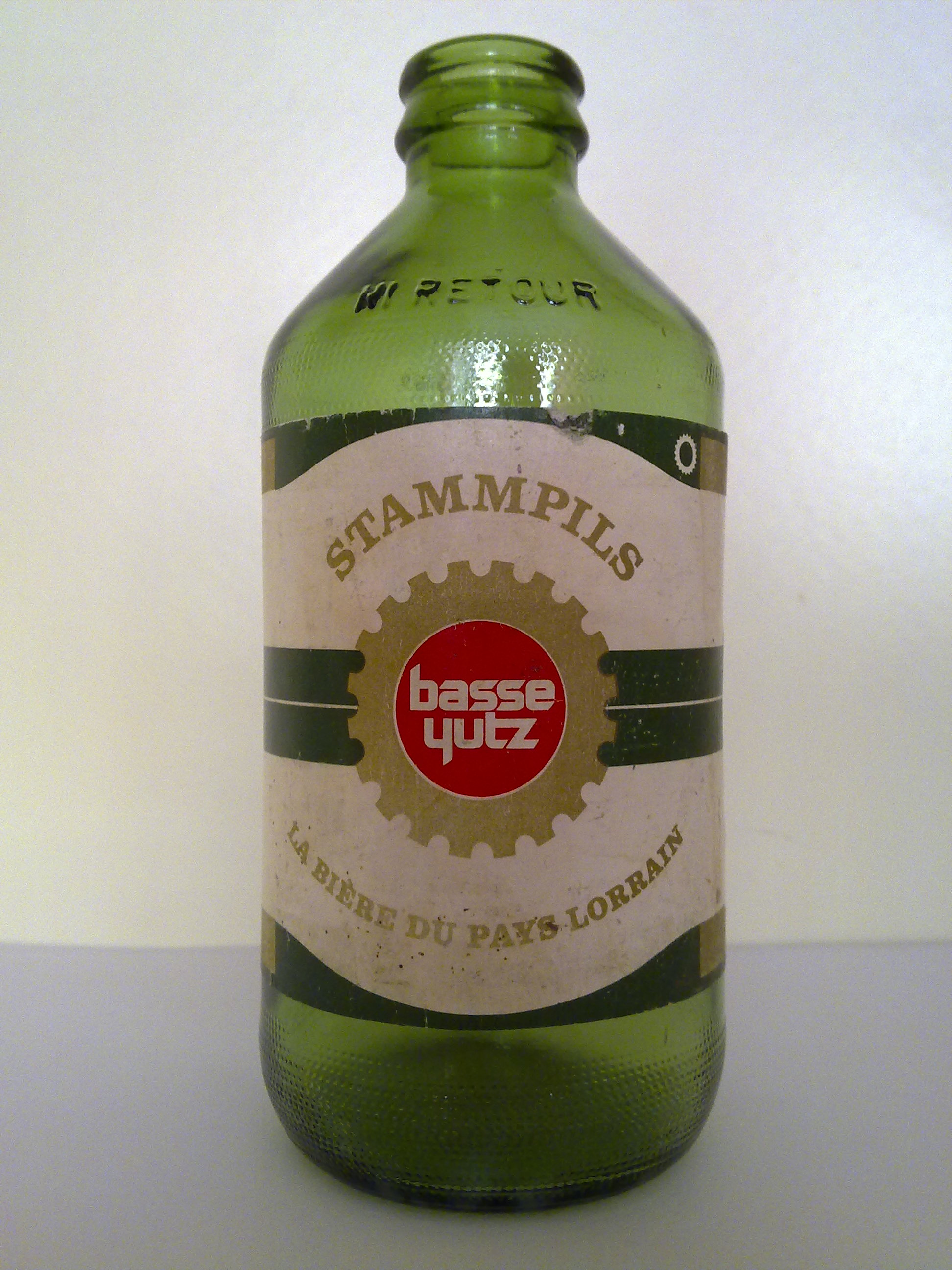
Bouteille de bière Basse-Yutz.
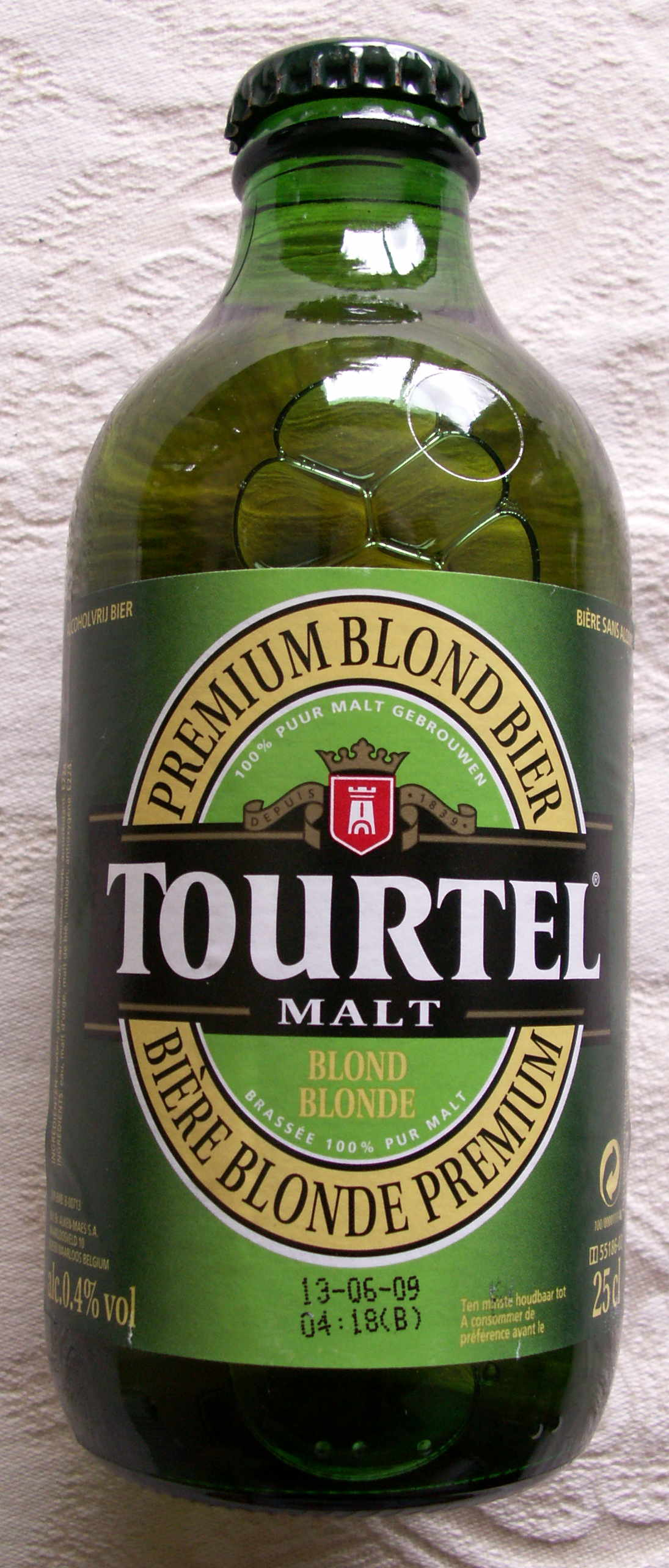
Bouteille Tourtel.
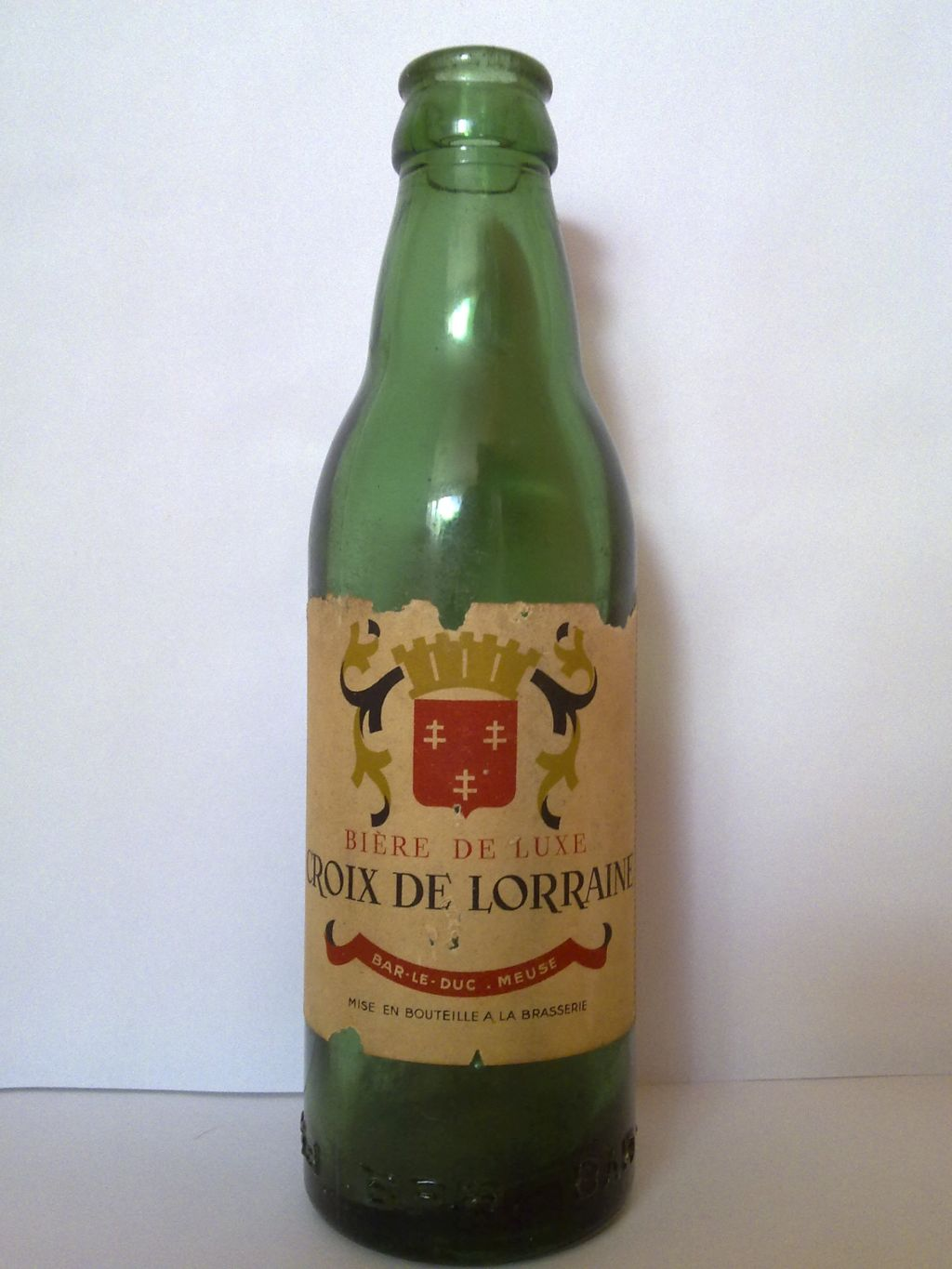
Bouteille Croix de Lorraine.
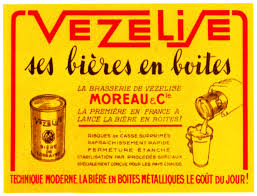
Ancienne publicité pour la Brasserie de Vézelise.

## Sources
- Histoire de la bière en Lorraine, sur le site mylorraine.fr
- Les bières et les vins de Meuse, sur le site tourisme-meuse.fr